# Phu Khái
Phu Khái (chữ Hán: 夫概) là con trai của Ngô Chư Phàn và là công tử nước Ngô thời Xuân Thu trong lịch sử Trung Quốc.

## Tham gia đánh Sở
Năm 506 TCN, Lệnh doãn của nước Sở là Nang Ngõa xuất quân đánh nước Sái, nước Sái cầu xin nước Ngô mang quân đến tương trợ. Nước Ngô tiến quân với danh nghĩa là trợ giúp nước Sái, Ngô vương Hạp Lư đích thân dẫn quân cùng với Tôn Vũ và Ngũ Tử Tư giữ chức tướng quân. Phu Khái được Hạp Lư chỉ định làm người dẫn quân đi tiên phong. Ba vạn quân thủy bộ của nước Ngô tiến quân, cùng với tàu chiến xuất phát từ sông Hoài đến sát biên giới nước Sái. Nang Ngõa cự không được với quân Ngô nên rút về Bách Cử.
Sau khi thắng trận đầu và thấy quân Sở có vẻ sợ uy của mình, Phu Khái liền bảo với Ngô vương Hạp Lư:
"Nang Ngõa là người bất nhân bất nghĩa, quân Sở ít người liều chết cho lão ta. Nếu chúng ta chủ động xuất kích trước thì quân Sở tất rơi vào hỗn loạn và tháo chạy, lúc đó quân chủ lực của chúng ta sẽ truy kích và qua đó thu được toàn thắng."
Tuy vậy, Hạp Lư lại không nghe theo. Sau khi trở về trại, Phu Khái liền nói với các binh sĩ:
"Thời cơ trước mắt lại khéo để vuột mất sao? Nếu thấy đánh được thì cứ đánh không việc gì phải đợi lệnh. Mọi người hãy cùng ta liều chết đánh quân Sở và tiến vào Dĩnh Đô nào."
Thế là Phu Khái dẫn 5000 quân bản bộ đánh thẳng vào trại quân Sở. Quả nhiên quân Sở bị quân Ngô đánh cho tan tác và rơi vào đại loạn. Hạp Lư thấy Phu Khái đột kích thành công vào trại quân Sở thì ông cũng đem quân chủ lực của mình hợp với quân Phu Khái đánh cho quân Sở không còn manh giáp. Nang Ngõa dẫn tàn quân tháo chạy, Tôn Vũ ra lệnh cho quân Ngô truy kích quân Sở đến đất Thanh Phát. Khi Hạp Lư chuẩn bị hạ lệnh tấn công thì Phu Khái ngăn lại và khuyên Hạp Lư nên đợi quân Sở sang sông giữa chừng rồi hẵn đuổi theo. Hạp Lư nghe theo, quân Sở quả nhiên bỏ chạy tán loạn không màng đánh nhau nữa. Phu Khái cùng với Ngô vương Hạp Lư, Tôn Vũ, Ngũ Tử Tư tiến vào Dĩnh Đô của nước Sở.

## Cướp ngôi của Ngô vương Hạp Lư
Thân Bao Tư ngồi khóc ở nước Tần nhiều ngày liền, Tần Ai công mủi lòng nên mang quân đến cứu nước Sở. Hai nước cùng hội quân đánh Ngô. Hạp Lư có ý sợ nên tìm cách rút quân từ từ và để Phu Khái ở lại giữ Dĩnh Đô. Chẳng ngờ Phu Khái tiến quân về nước Ngô trước Hạp Lư rồi tự lập mình làm vua, nhưng chẳng được bao lâu thì bị Hạp Lư đánh bại và phải chạy qua nước Sở và được vua Sở thu nạp.
Mộ của Phu Khái hiện giờ hiện nằm ở huyện Bí Dương, tỉnh Hà Nam, thường được biết dưới cái tên là Mộ của Ngô Vương. Con cháu sau này của Phu Khái được gọi là Đường Khê thị (堂谿氏) (theo Sử ký, Ngô Thái Bá thế gia).

## Đóng góp vào việc xây dựng trường thành sau này
Ngô vương Hạp Lư ngày trước có nhờ Phu Khái xây dựng một tòa thành ở Vương Ấp. Bởi vì tòa thành này rất hẹp và dài, nên nó được gọi là Trường Thành và nó có lịch sử dài hơn 2500 năm.

## Đánh giá về việc cướp ngôi của Phu Khái
Hành động cướp ngôi của Phu Khái có thể được xem là hành động bất nhẫn và cơ hội. Nhưng với góc nhìn của các sử gia hiện đại thì đó hoàn toàn hiểu được do trước đó Ngô Hạp Lư cũng đã sử dụng thủ thuật tương tự với Ngô vương Liêu và nó đã tạo tiền lệ cho những kẻ ham muốn ngai vàng nước Ngô sau này mà Phu Khái chính là nhân vật tiêu biểu.